# Nigeria We Hail Thee
Nigeria, We Hail Thee (en inglés: Nigeria, te saludamos) es el himno nacional de Nigeria. A partir de 1959, la letra fue escrita por Lillian Jean Williams y la música compuesta por Frances Benda. Se utilizó por primera vez después de la independencia en 1960, hasta que fue reemplazado por "Arise, O compatriots" en 1978. Se volvió a adoptar oficialmente el 29 de mayo de 2024.

## Historia
El himno nacional de Nigeria "Nigeria, We Hail Thee" fue adoptado el 1 de octubre de 1960. La letra del himno fue escrita por Lillian Jean Williams, una inmigrante británica que vivió en Nigeria cuando el país obtuvo la independencia. Frances Benda compuso la música de "Nigeria, We Hail Thee". La canción se utilizó como himno nacional hasta que fue reemplazada por "Arise, O Countrymen" en 1978.
El 23 de mayo de 2024, la Asamblea Nacional aprobó un proyecto de ley para eliminar "Arise, O Compatriots" y reemplazarlo por "Nigeria, We Hail Thee". El proyecto de ley fue promulgado por el presidente Bola Tinubu el 29 de mayo de 2024.

## Letra
| Original | Español |
| --- | --- |
| I Nigeria, we hail thee, our own dear native land, Though tribes and tongues may differ, in brotherhood we stand Nigerians all, and proud to serve our sovereign Motherland. II Our flag shall be a symbol that truth and justice reign, In peace or battle honoured, and this we count as gain, To hand on to our children a banner without stain. III O God of all creation, grant this our one request: Help us to build a nation where no man is oppressed, And so with peace and plenty Nigeria shall be blessed. | I Nigeria, te saludamos, nuestra querida tierra natal, Aunque las tribus y las lenguas puedan diferir, en hermandad nos mantenemos todos nigerianos, y orgullosos de servir a nuestra patria soberana. II Nuestra bandera será un símbolo de que la verdad y la justicia reinan, honrados en la paz o en la batalla, y esto lo consideramos una ganancia, para transmitir a nuestros hijos un estandarte sin mancha. III Oh Dios de toda la creación, concédenos esta única petición: Ayúdanos a construir una nación donde ningún hombre sea oprimido, y así Nigeria será bendecida con paz y abundancia. |

## Compromiso nacional
El juramento a la bandera de Nigeria se recita inmediatamente después del himno nacional de Nigeria. Fue escrito por Felicia Adebola Adeyoyin en 1976.

## Crítica
Cuando se adoptó por primera vez "Nigeria, te saludamos" en 1960, el nuevo himno nacional fue criticado por muchas razones. Daily Service, un periódico dirigido por la organización yoruba Egbé Ọmọ Odùduwà, lanzó una campaña contra el himno nacional, que condujo a la creación de un comité para recoger firmas de petición.
Tras su reaprobación en 2024, la canción fue nuevamente criticada por la falta de consulta durante la aprobación de la ley que la establece como himno nacional y por lo que la administración del presidente Bola Tinubu, consideró prioridades equivocadas. La exministra de Educación, Oby Ezekwesili, criticó la idoneidad del himno, ante la presencia de palabras "despectivas" como "patria" y "tribu" y dijo que seguirá cantando Arise, O Compatriots como himno nacional. Ha circulado en Internet un vídeo de la activista política Aisha Yesufu en el que se niega a recitar "Nigeria, te saludamos" como nuevo himno nacional.
Mohammed Tahir Monguno, presidente del comité parlamentario que presionó para la aprobación del himno, dijo que el cambio era "apropiado, oportuno e importante", mientras que Tinubu dijo que el himno simboliza la diversidad de Nigeria.